# Весна Світлана Володимирівна
Світлана Володимирівна Весна (Канюк) — українська співачка, ведуча телевізійних програм і концертів. Заслужена артистка України (2016).

## Життєпис
У 2007 році Світлана взяла участь у ювілейному концерті поета-пісняра, народного артиста України Вадима Крищенка (Палац «Україна»). В цьому ж році співачка презентувала відеокліп на пісню Володимира Куртяка, слова Вадима Крищенка «Мій рідний край». У 2009 році організувала благодійний концертний тур «Назустріч дітям», всі кошти з якого були передані на лікування хворих дітей. Отримала нагороду від голови обласної державної адміністрації «Молодий лідер Прикарпаття».
Популярність співачці додали нові відеокліпи на пісні «Весна» (слова Надії Романів, музика Володимира Куртяка) та «Перше почуття» (музика Ніколо Петраша, слова Любові Пономаренко). У 2010 році Світлана Весна випустила альбом «Мій рідний край». В репертуарі співачки вже понад 100 пісень. За словами самої співачки: «З материнським молоком пісня влилася в мою душу, і з піснею я іду по житті».
Світлана Весна неодноразово гастролювала в Польщі, Румунії, Литві, Італії. На фестивалі миру народів світу в Італії Світлана представляла Україну, де провела 10 концертів.
На творчій стежині Світлани — перемоги на міжнародних, всеукраїнських, обласних фестивалях і конкурсах. У 2012 році вона стала переможницею телепроєкту «Україна-Я-Україна» з піснею «Діти України» та як ведуча телепрограми «На добру ніч малятам». Брала участь у телепроєкті «Фольк-м*юзік», як запрошена гостя та стала переможницею сезону програми «Наша пісня» на Першому Національному каналі. 5 квітня 2015 року Світлана Весна взяла участь в ювілейному концерті Вадима Крищенка «День сповіді» у великому залі Палацу «Україна» та 27 травня виступила на концерті народної артистки України Ніни Матвієнко «Ми єдині і Україна в нас одна» (НПМ «Україна»).

## Творчість
Свою сценічну діяльність розпочала у 1998 році, ставши лауреатом та виборовши титул «Панночка Коломийка — 98» на міжнародному фестивалі «Коломийка — 98», що відбувся у м. Коломиї Івано-Франківської області. На творчій дорозі Світлани понад 20 перемог на різноманітних фестивалях та конкурсах. ЇЇ радо вітали на сцені Палацу «Україна» (м. Київ), пісні Світлани вже давно на перших сходинках «Хіт-параду» телестудії «Галичина» (м. Івано-Франківськ). Музичний канал М-2 запросив співачку до свого ефіру із відеокліпом пісні «Мій рідний край» (автори: Володимир Куртяк та Вадим Крищенко). У репертуарі молодої співачки понад 50 пісень, серед улюблених — акапельні . Плідною є концертна діяльність Світлани — на її рахунку 365 виступів протягом двох останніх років.
Про творчість співачки неодноразово писала районна газета «Слово народу», обласний часопис «Галичина», тижневик «Вечірній Івано-Франківськ», журнал «Версаль». Світлана Весна є солісткою та керівником сімейного ансамблю «Вишиванка», який ось уже 15 років успішно дарує свою творчість усім небайдужим до української пісні.

## Нагороди
- заслужена артистка України (9 листопада 2016) — за значний особистий внесок у розвиток національної культури і мистецтва, вагомі творчі здобутки та високу професійну майстерність[3].